# Dieupentale
Dieupentale település Franciaországban, Tarn-et-Garonne megyében. Lakosainak száma 1644 fő (2022. január 1.). Dieupentale Bessens, Campsas, Canals, Grisolles és Verdun-sur-Garonne községekkel határos.

## Népesség
A település népessége az elmúlt években az alábbi módon változott:
| Lakosok száma | 1551 | 1647 | 1700 | 1700 | 1675 | 1650 | 1625 | 1634 | 1644 |
|               | 2013 | 2015 | 2016 | 2017 | 2018 | 2019 | 2020 | 2021 | 2022 |